# Сховай мене
«Сховай мене» (тур. Sakla Beni) — турецький телесеріал 2023 року в жанрі драми, створений компанією OGM Pictures. У головних ролях — Ураз Кайгилароглу, Джемре Байсел, Асуде Калебек. Перша серія вийшла в ефір 2 листопада 2023 року. Серіал має 1 сезон. Завершився 26-м епізодом, який вийшов в ефір 2 травня 2024 року

## Сюжет
Наз та Мете знайомі з дитинства, і дівчина вже багато років закохана в нього. Коли Мете закінчує навчання за кордоном та повертається додому, молоді люди мають одружитися. Доля зводить Мете з чарівної Інджі, і він закохується в неї з першого погляду. Незабаром виявляється, що Наз та Інжі добре знайомі… Як поведуться герої, котрі опинилися в любовному трикутнику?

## Актори та персонажі
| Актор                 | Роль      |
| --------------------- | --------- |
| Ураз Кайгилароглу     | Мете      |
| Джемре Байсел         | Інджі     |
| Асуде Калебек         | Наз       |
| Шенай Гюрлер          | Бельгін   |
| Джейда Дювенджі       | Філіз     |
| Нілюфер Ачикалин      | Гюльтен   |
| Севінч Ербулак        | Фюсун     |
| Гекшен Атеш           | Тансу     |
| Каміл Гулер           | Іззет     |
| Нізам Намідар         | Атіф      |
| Сера Токдемір         | Фахруніса |
| Едіп Санер            | Бахрі     |
| Аджелья Деврім Ільхан | Мюберра   |
| Сила Коркмаз          | Еміне     |
| Еміне Санс Умар       | Джеміле   |
| Тамер Левент          | Конт Зія  |
| Баран Бьолюкбаші      | Озан      |
| Айдан Бурхан          | -         |

## Сезони
| Сезон | Епізоди | Епізоди | Оригінальний показ | Оригінальний показ | Оригінальний показ |
| Сезон | Епізоди | Епізоди | Перший показ       | Останній показ     | Мережа             |
| ----- | ------- | ------- | ------------------ | ------------------ | ------------------ |
| 1     | 26      | 26      | 2 листопада 2023   | 2 травня 2024      | kanal Star TV      |

## Рейтинги серій

### Сезон 1 (2023)
| Серія       | Рейтинг (TOTAL) | Рейтинг (AB) | Рейтинг (ABC1) |
| ----------- | --------------- | ------------ | -------------- |
| 1.          | 2,95            | 2.66         | 3.11           |
| 2.          | 3.81            | 2.75         | 3.90           |
| 3.          | 4.27            | 2.87         | 4.16           |
| 4.          | 4.90            | 3,86         | 4.46           |
| 5.          | 4.91            | 3.93         | 4.21           |
| 6.          | 6,10            | 4.15         | 5.40           |
| 7.          | 5.83            | 3.70         | 5.34           |
| 8.          | 5.50            | 4.14         | 5.34           |
| 9.          | 4,98            | 4.28         | 4,96           |
| 10.         | 6.61            | 5.07         | 6.14           |
| 11.         | 4.48            | 3.79         | 4.76           |
| 12.         | 4,70            | 3,57         | 4,11           |
| 13.         | 3,58            | 2,43         | 3,07           |
| 14.         | 3,33            | 1,94         | 3,06           |
| 15.         | 3,22            | 2,39         | 3,81           |
| 16.         | 3,47            | 2,27         | 3,45           |
| 17.         | 3,82            | 2,77         | 3,67           |
| 18.         | 3,77            | 2,32         | 3,48           |
| 19.         | 3,56            | 2,22         | 3,28           |
| 20.         | 3,69            | 2,23         | 2,95           |
| 21.         | 3,25            | 2,03         | 3,03           |
| 22.         | 2,73            | 1,56         | 2,43           |
| 23.         | 2,92            | 1.97         | 2,98           |
| 24.         | 2,63            | 2,30         | 2,47           |
| 25.         | 2,78            | 1,55         | 2,35           |
| 26. (фінал) | 3,46            | 2,12         | 3,49           |